# Райнхард Лудвиг фон Золмс-Хоензолмс-Лих
Райнхард Лудвиг фон Золмс-Хоензолмс-Лих] (на немски: Reinhard Ludwig, Fürst zu Solms-Hohensolms-Lich; * 17 септември 1867, Лих; † 12 април 1951, Лих, Хесен) е 7. княз на Золмс-Хоензолмс-Лих, немски политик, офицер и народен представител.

## Биография
Той е вторият син на принц Херман фон Золмс-Хоензолмс-Лих (1838 – 1899) и съпругата му графиня Агнес фон Щолберг-Вернигероде (1842 – 1904), дъщеря на граф Вилхелм фон Щолберг-Вернигероде (1807 – 1898) и графиня Елизабет фон Щолберг-Росла (1817 – 1896). Внук е на княз Карл Лудвиг Август фон Золмс-Хоензолмс-Лих (1762 – 1807) и Хенриета София фон Бентхайм-Щайнфурт (1777 – 1851). По-малък брат е на Карл (1866 – 1920), княз на Золмс-Хоензолмс-Лих. Сестра му Елеонора (1871 – 1937) е омъжена 1905 г. за велик херцог Ернст Лудвиг фон Хесен-Дармщат (1868 – 1937).
Райнхард Лудвиг фон Золмс-Хоензолмс-Лих е полковник-лейтенант à la suite на кралската пруска армия. От 1914 до 1915 г. той замества племенника си княз Георг Фридрих цу Золмс-Браунфелс в 1. камера на племенните съсловия на народното събрание на Великото херцогство Хесен. С ранг полковник-лейтенент той е от 1915 до 1917 г. командир на Regiments der Gardes du Corps в Кралство Прусия.
Райнхард Лудвиг фон Золмс-Хоензолмс-Лих поема през 1920 г. ръководството на фамилията Лих, след смъртта на по-голенмия му брат княз Карл и остава до смъртта си шеф на фамилията. Наследен е като такъв от най-големия му внук, Филип Райнхард (1934 – 2015). През 1924 г. той дава замък Хоензолмс на Християнския младежки съюз.
Райнхард Лудвиг фон Золмс-Хоензолмс-Лих умира на 12 април 1951 г. на 83 години в Лих.

## Фамилия
Райнхард Лудвиг фон Золмс-Хоензолмс-Лих се жени на 14 ноември 1898 г. в дворец Клитшдорф в провинция Силезия за графиня Марка Клара Роза фон Золмс-Зоненвалде-Поух (1879 – 1965), дъщеря на граф Ото Карл Константин фон Золмс-Зоненвалде (1845 – 1886) и графиня Хелена фон Золмс-Барут (1854 – 1886). Те имат седем деца:
- син (*/† 30 юни 1900)
- Роза Хелена цу Золмс-Лих|Золмс-Хоензолмс-Лих (* 14 август 1901, Хоензолмс; † 14 април 1963, Бургщайнфурт), омъжена в Лих на 30 юни 1931 г. за княз Виктор Адолф фон Бентхайм-Щайнфурт (* 18 юли 1883, Потсдам; † 4 юни 1961, Бургщайнфурт в Щайнфурт)
- Херман Ото Вилхелм Лудвиг (* 12 октомври 1902, Постдам; † 3 юли 1940, Нойрупин), наследствен принц, женен в Гроснойхаузен на 29 декември 1933 г. за фрайин Гертруд фон Вертхерн (* 29 август 1913, Шверин; † 27 ноември 1987, Фрайбург), баща на Филип Райнхард (1934 – 2015) и Херман Ото (* 1940)
- Карл Фридрих (* 12 ноември 1903, Постдам; † 2004), умира неженен на 100 години
- Фридерика Мария Агнес Луиза (* 13 септември 1905; † 28 март 1995, Лих), неомъжена
- Кристина Елеонора (* 10 декември 1908, Потсдам; † 23 юли 1960, Лих), омъжена в Лих на 30 май 1936 г. за граф Франц-Адолф фон Арним (* 11 юли 1907, Блумберг; † 14 февруари 194, убит в битка до Чудово, Русия)
- Мария-Анна Маргарета Франциска (* 19 декември 1910, Потсдам; † 1 април 2002, Бад Бентхайм), омъжена в Лих на 24 септември 1931 г. за бургграф и граф Кристоф цу Дона-Шлобитен (* 17 септември 1904, Потсдам; † 30 юни 1994, Бад Бентхайм)